# Аимский район
Аимский район (узб. Ойим тумани) — единица административного деления Андижанского округа, Ферганской и Андижанской областей Узбекской ССР, существовавшая в 1929—1959 годах.

## История
Аимский район с центром в кишлаке Аим был образован в 1929 году в составе Андижанского округа Узбекской ССР.
В 1930 году в связи с ликвидацией окружного деления перешёл в прямое подчинение республиканских властей.
15 января 1938 года Аимский район вошёл в состав Ферганской области, а 6 марта 1941 года был передан в новую Андижанскую область.
По данным на 1 октября 1948 года район включал 8 сельсоветов: Аим, Дардак, Дардактепа, Кызылтукай, Кукалан, Куритки, Ташлак и Тешикташ.
В 1959 году Аимский район был упразднён.

## Население
По данным переписи 1939 года в Аимском районе проживал 21 580 человек, в том числе узбеки — 61,2 %, киргизы — 26,7 %, таджики — 3,5 %, уйгуры — 2,6 %, русские — 2,2 %, татары — 1,6 %.